# Guillaume de Norwich
Pour les articles homonymes, voir Saint Guillaume.
Guillaume de Norwich, mort en 1137 ou en 1144, est un apprenti tanneur assassiné à l'âge de douze ans à Norwich, en Angleterre, et qui fit bientôt l'objet d'un culte chrétien local. Les Juifs de la ville furent accusés d'un meurtre rituel ce qui accrut l'antijudaïsme local et la plupart d'entre eux furent assassinés en 1190.

## Mort
Son corps est découvert le vendredi saint criblé de coups de couteau, abandonné dans un bois. D'abord enterrés dans le cimetière des moines le 24 avril 1144, ses restes - dont il est dit qu'ils étaient « sans corruption » et répandaient une « agréable odeur » - ont subi plusieurs déplacements : transférés à la cathédrale de Norwich en 1154 où l'église reçoit les reliques de saint Guillaume de Norwich mais subit un incendie en 1171, puis à l'intérieur de l'église en 1551, dans la chapelle des Martyrs.

## Culte
Il est dit que des miracles se produisirent et se multiplièrent. William acquit le statut de martyr. Le culte de saint Guillaume a ainsi attiré un grand nombre de pèlerins, enrichissant l'église locale.
Sa vie a été décrite plusieurs années après son meurtre par le moine Thomas de Monmouth dans son hagiographie La vie et les Miracles de Saint Guillaume de Norwich (1173), précisant tenir tous les détails de l'accusation d’une servante chrétienne travaillant chez des Juifs. Thomas de Monmouth n'a pas réussi à faire canoniser Guillaume, mais il a contribué à son culte et au développement de l'antisémitisme local. Au XVIIIe siècle, le pape Benoît XIV se contente de dire que les Bollandistes affirment l’existence de ce culte.

## Pogroms

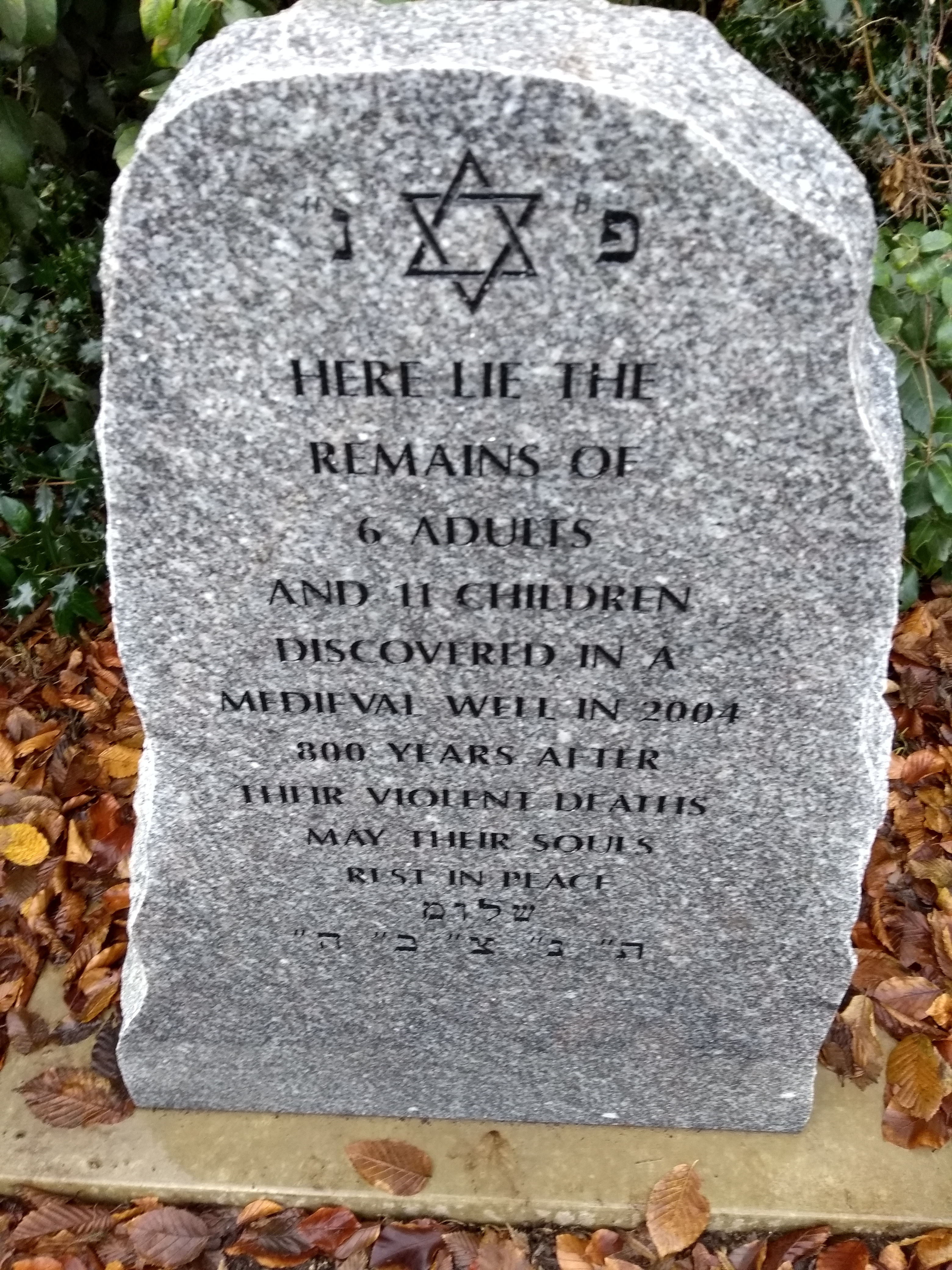
Mémorial pour les Juifs assassinés

En 1189, la députation juive venue pour le couronnement de Richard Cœur de Lion est attaquée par la foule. Un pogrom s'ensuit à Londres et s'étend à travers toute l'Angleterre.
Le 6 février 1190, tous les Juifs de Norwich (qui étaient d'origine française) sont massacrés dans leurs maisons, sauf quelques-uns qui réussissent à trouver refuge au château.
Le livre de Thomas de Monmouth a également préparé la voie à l'Édit de 1290, par lequel tous les Juifs ont été expulsés d'Angleterre puis interdits durant des siècles.
La chapelle construite sur le site de la mort de Guillaume a été détruite au moment du schisme anglican, au XVIe siècle.
En 2004, durant les travaux de construction du centre commercial Chapelfiled (en) de la ville, dix-sept corps des Juifs assassinés (6 adultes et 11 enfants) sont trouvés puis déplacés dans le carré juif du cimetière d'Earlham de Norwich.

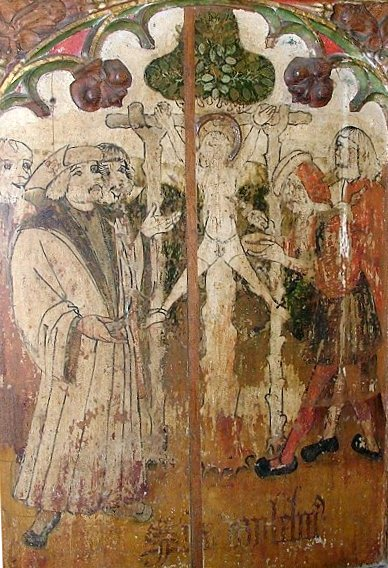
Eglise de la Sainte Trinité, Norfolk
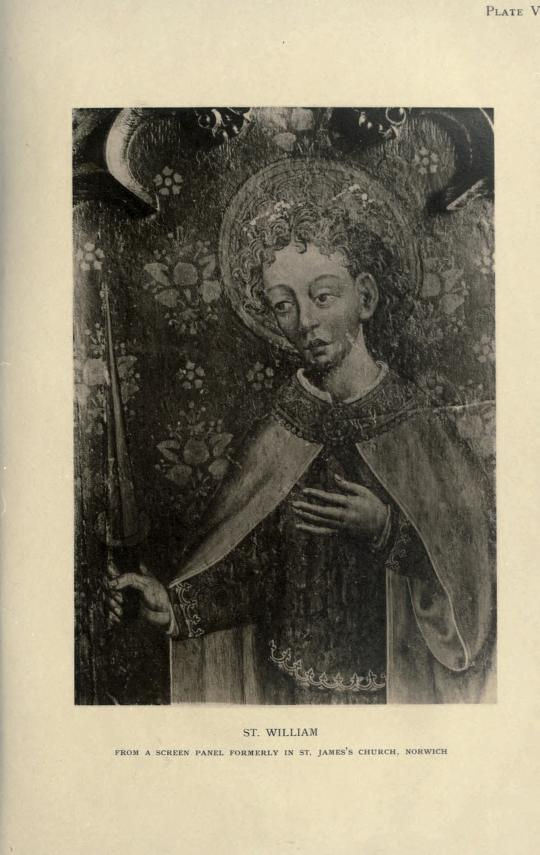
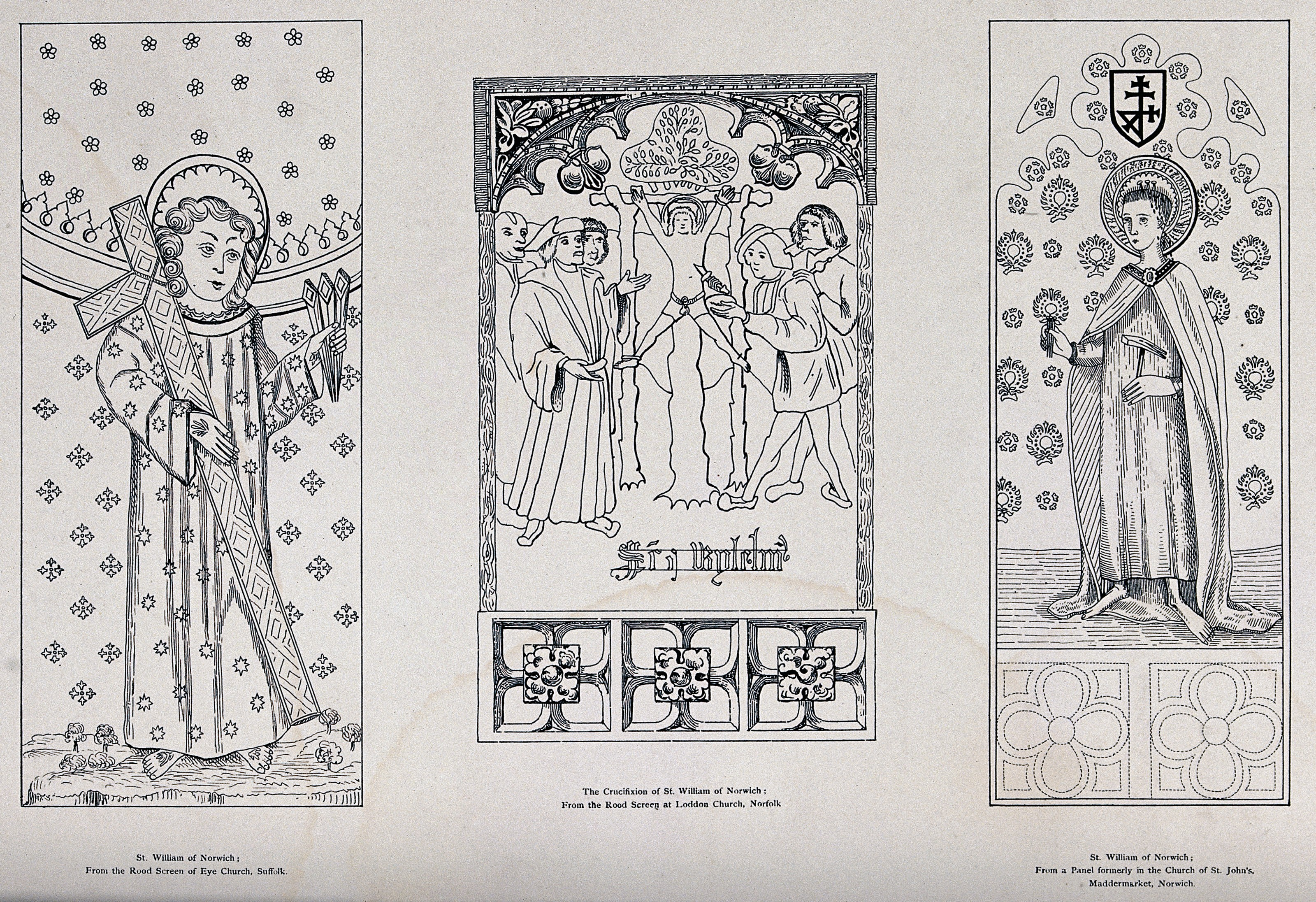
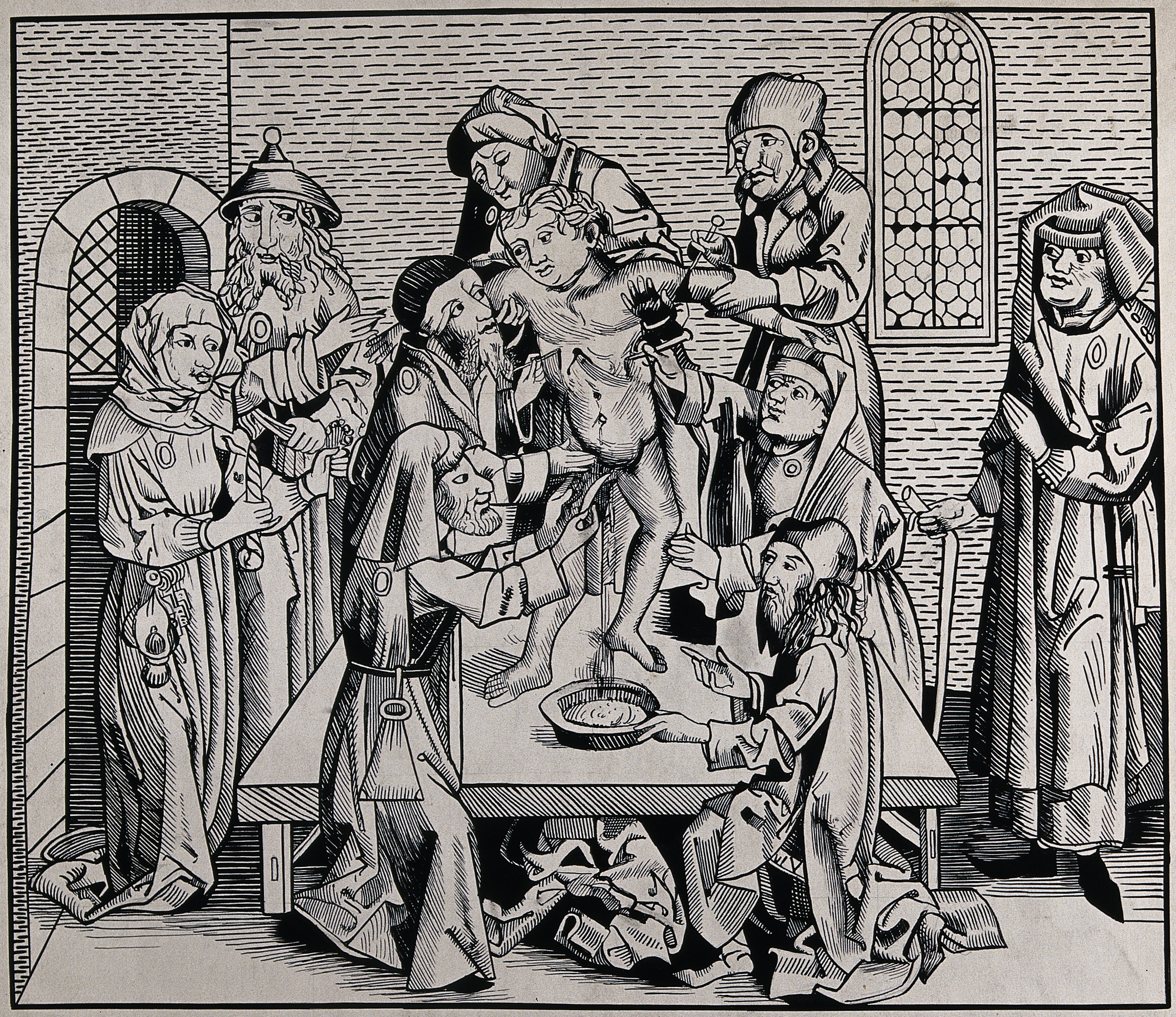
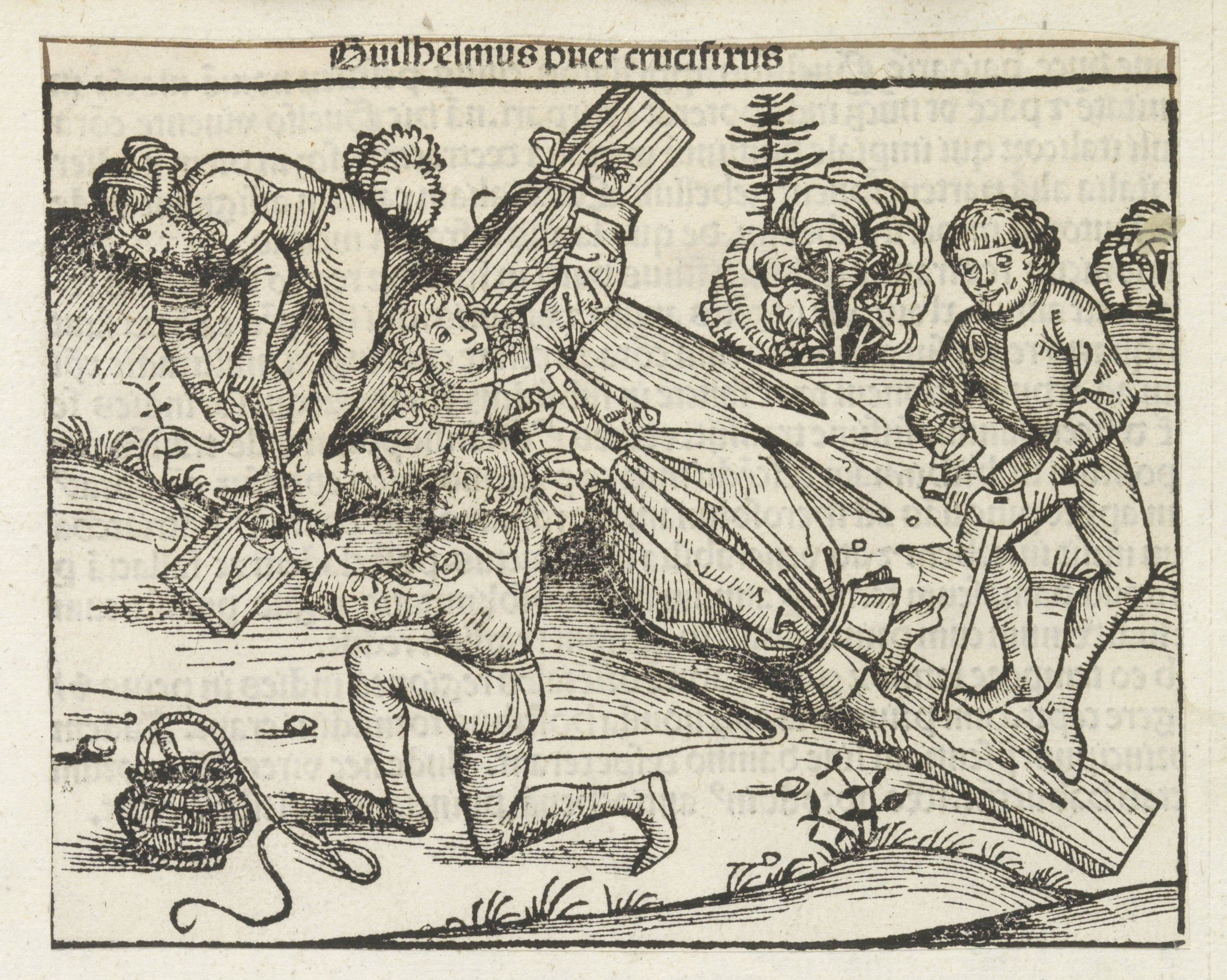
Weltkronik de Hartmann Schedel, 1493
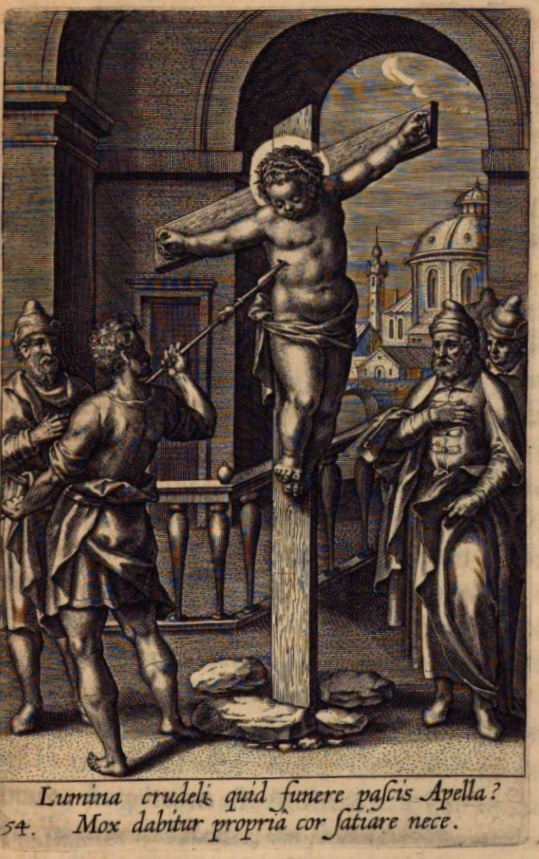